# Brugknuffel
Brugknuffel is een plastiek van Herman van der Heide.
Het betonnen kunstwerk uit 1962 maakt deel uit van de zuidelijke leuning/balustrade van de Sloterbrug tussen Amsterdam en Badhoevedorp over de ringvaart van de Haarlemmermeer. De brug is gelegen binnen de Gemeente Haarlemmermeer. Opvallend daarbij is dat Herman van der Heide destijds veelvuldig samenwerkte met architect Dirk Sterenberg, die werkzaam was voor de Publieke Werken Amsterdam, zie bijvoorbeeld de Hortusbrug.
Het kunstwerk overleefde in tegenstelling tot het brugwachtershuisje van de Sloterbrug in de jaren negentig een brugaanvaring. Het kunstwerk ontleent zijn naam 'BRUGKNUFFEL' aan een inzending van Dick van Rooijen uit Badhoevedorp bij een in 1991 door de Dorpsraad Badhoevedorp en Dorpsraad Sloten georganiseerde prijsvraag waarbij gevraagd werd een naam te verzinnen voor het beeld. Het kunstwerk lijkt volgens de prijsvraagwinnaar op twee personen, één uit Sloten en één uit Badhoevedorp die elkaar op de brug ontmoeten en daar elkaar even knuffelen. Een alternatieve titel is Zwaan.